# Торса (Грузия)
Торса (груз. თორსა) — село в Грузии, на территории Хобского муниципалитета края (мхаре) Самегрело-Верхняя Сванетия.

## География
Село находится в западной части Грузии, на левом берегу реки Утуори, на расстоянии приблизительно 8 километров (по прямой) к северо-западу от города Хоби, административного центра муниципалитета. Абсолютная высота — 10 метров над уровнем моря.

## Население
По результатам официальной переписи населения 2014 года, в Торсе проживало 535 человек (279 мужчин и 256 женщин). В национальной структуре населения грузины составляли 99,4 %, греки — 0,2 %, русские — 0,2 %, украинцы — 0,2 %.
| Год  | Население, человек |
| ---- | ------------------ |
| 2002 | 541                |
| 2014 | ↘ 535              |